# Les Folles Nuits de la Bovary
Pour plus de détails, voir Fiche technique et Distribution.
Les Folles Nuits de la Bovary (Die nackte Bovary) est un film érotique italo-ouest-allemand réalisé par Hans Schott-Schöbinger et sorti en 1969.

## Synopsis
Dans la France du XIXe siècle, la femme d'un médecin de province ambitionne de s'élever dans le monde, mais se retrouve dans une situation compromettante après une série d'aventures amoureuses. 

## Fiche technique
- Titre français : Les Folles Nuits de la Bovary ou La Bovary nue ou Madame Bovary ou Les Péchés de Madame Bovary[1]
- Titre original allemand : Die nackte Bovary[2]
- Titre original italien : I peccati di Madame Bovary[3]
- Réalisateur : Hans Schott-Schöbinger (sous le nom de « John Scott »)
- Scénario : Arnulf Mann, Valeria Bonamano
- Photographie : Klaus von Rautenfeld
- Montage : Enzo Alabiso (de)
- Musique : Hans Hammerschmid (de)
- Décors : Nino Borghi
- Costumes : Massimo Bolongaro
- Production : Roger Fritz, Harald Hoeller, Salvatore Alabiso, Luciano Martino, Alfredo Mirabile
- Sociétés de production : Roger Fritz Filmproduktion (Berlin), Tritone Cinematografica (Rome), Devon Film (Rome)
- Société de distribution : Alpha-Filmverleih (Allemagne de l'Ouest) ; Interfilm (Italie)
- Pays de production :  Allemagne de l'Ouest -  Italie
- Langue originale : allemand
- Format : Couleurs par Eastmancolor - 2,35:1 - Son mono - 35 mm
- Durée : 96 minutes
- Genre : Drame érotique
- Dates de sortie :
  -  Allemagne de l'Ouest : 10 octobre 1969
  -  Italie : 1er décembre 1969
  -  France : 30 juin 1971[1]
- Affiche : Giuliano Nistri (Italie)

## Distribution
- Edwige Fenech (VF : Nelly Benedetti) : Emma Bovary
- Gerhard Riedmann (de) (VF : Georges Aminel) : Charles Bovary
- Franco Ressel (VF : Jean Topart) : Adolphe Leureaux
- Peter Carsten (VF : Marc de Georgi) : Rudolph Boulanger
- Gianni Dei (VF : Pierre Guillermo) : Léon Dubois
- Rossana Rovere (VF : Ginette Pigeon) : Felicita, la femme de chambre
- Franco Borelli (VF : Georges Poujouly) : Gaston
- Patrizia Adiutori (VF : Claude Chantal) : La maîtresse de Rudolph
- Maria Pia Conte : Madeleine
- Edda Ferronao : Anastasia
- Luigi Bonos (VF : Philippe Dumat) : Herzog von Artois
- Poldi Waraschitz (VF : Ferdinand Fabre) : le majordome
- Manja Golec (VF : Nicole Favart) : Madeleine (non-créditée)